# George Fergusson
The Honourable George Duncan Raukawa Fergusson, * britanski diplomat, * 30. september 1955.
Med letoma 2006 in 2010 je bil visoki komisar Združenega kraljestva na Novi Zelandiji in Samoe ter guverner Pitcairna.

## Življenje
Rodil se je leta 1955 kot sin Barona Ballantraeja, ki je bil generalni guverner Nove Zelandije (1962-1967). 
Njegovo srednje ime Raukawa je maorijsko, s čimer so ponazorili dolgoletno zgodovino družine Fergusson na visokih položajih na Novi Zelandiji (dva guvernerja in dva generalna guvernerja), katerih je George direktni potomec. 
Leta 1978 se je pridružil Severnoirski pisarni in leta 1988 je bil premeščen v Foreign and Commonwealth Office s položajem prvega sekretarja (politični) v Dublinu. Med letoma 1991 in 1993 je bil sprva v sovjetskem, nato pa vzhodnem oddelku Foreign and Commonwealth Office. Od leta 1994 je bil prvi sekretar (politični/informacijski) v Seulu; leta 1996 se je vrnil nazaj v glavno pisarno kot namestnik vodje južnoafriškega oddelka, a je že istega leta postal vodja oddelka za Republiko Irsko. Leta 1999 je postal generalni konzul v Bostonu in leta 2003 je bil dodeljen Uradu kabineta Združenega kraljestva kot vodja zunanjo-politične svetovnalne ekipe. Leta 2006 je postal visoki komisar Združenega kraljestva na Novi Zelandiji in Samoe ter guverner Pitcairna; na tem položaju je ostal do maja 2010.

## Družina
Poročen je s Margareto Wookey, s katero imata tri hčerke in sina (slednji je umrl leta 2005).